# Charlotte Sting 2005
La stagione 2005 delle Charlotte Sting fu la 9ª nella WNBA per la franchigia.
Le Charlotte Sting arrivarono seste nella Eastern Conference con un record di 6-28, non qualificandosi per i play-off.

## Roster
| N° | Naz.                   | Ruolo | Sportivo           | Anno | Alt. | Peso |
| -- | ---------------------- | ----- | ------------------ | ---- | ---- | ---- |
| 2  | Stati Uniti (bandiera) | GA    | Sheri Sam          | 1974 | 183  | 73   |
| 4  | Stati Uniti (bandiera) | A     | Janel McCarville   | 1982 | 188  | 100  |
| 5  | Stati Uniti (bandiera) | G     | Dawn Staley        | 1970 | 168  | 61   |
| 12 | Stati Uniti (bandiera) | A     | Ayana Walker       | 1979 | 191  | 65   |
| 15 | Stati Uniti (bandiera) | G     | Jia Perkins        | 1982 | 173  | 70   |
| 13 | Stati Uniti (bandiera) | G     | Kelly Mazzante     | 1982 | 183  | 70   |
| 20 | Stati Uniti (bandiera) | GA    | Tynesha Lewis      | 1979 | 178  | 68   |
| 21 | Stati Uniti (bandiera) | GA    | Allison Feaster    | 1976 | 180  | 76   |
| 24 | Stati Uniti (bandiera) | A     | Adrienne Goodson   | 1966 | 183  | 75   |
| 24 | Stati Uniti (bandiera) | A     | Jessica Moore      | 1982 | 191  | 82   |
| 30 | Stati Uniti (bandiera) | G     | Helen Darling      | 1978 | 168  | 74   |
| 31 | Stati Uniti (bandiera) | AC    | Teana Miller       | 1980 | 191  | 100  |
| 50 | Stati Uniti (bandiera) | AC    | Tangela Smith      | 1977 | 193  | 73   |
| 52 | Stati Uniti (bandiera) | A     | Kristen Rasmussen  | 1978 | 188  | 78   |
| 55 | Canada (bandiera)      | C     | Tammy Sutton-Brown | 1978 | 193  | 91   |
| 57 | Stati Uniti (bandiera) | G     | Caity Matter       | 1982 | 175  | 76   |

## Staff tecnico
- Allenatori: Trudi Lacey (3-21) (fino al 3 agosto)[1], Muggsy Bogues (3-7)
- Vice-allenatori: Cheryl Reeve, Fred Chmiel, Earl Cureton
- Preparatore atletico: Tonya Holley